# Віттенберзький конкорд
Віттенберзький конкорд (англ. Wittenberg Concord) — релігійний документ, підписаний реформатськими та лютеранськими богословами й церковними діячами 29 травня 1536 року задля врегулювання теологічних розбіжностей щодо реальної присутності Тіла і Крові Христової в Євхаристії. Вважається основоположним документом для лютеранства, який пізніше був відкинутий реформаторами.
Серед реформатських підписантів були Мартін Буцер, Вольфганг Фабриціус Капіто, Маттеус Альбер, Мартін Фрехт, Якоб Оттер і Вольфганг Мускул. Серед лютеран — Мартін Лютер, Філіпп Меланхтон, Йоганн Бугенхаген, Юстус Йонас, Каспар Круцигер, Юстус Меніус, Фрідріх Міконій, Урбан Регіус, Георг Спалатін. Цей документ визначив вчення про реальну присутність Тіла і Крові Христових в Євхаристії як Таїнственному Союзі та стверджував реальне споживання Тіла і Крові Христових «недостойними причасниками» lлат. manducatio indignorum).